# تنگه جبل‌الطارق

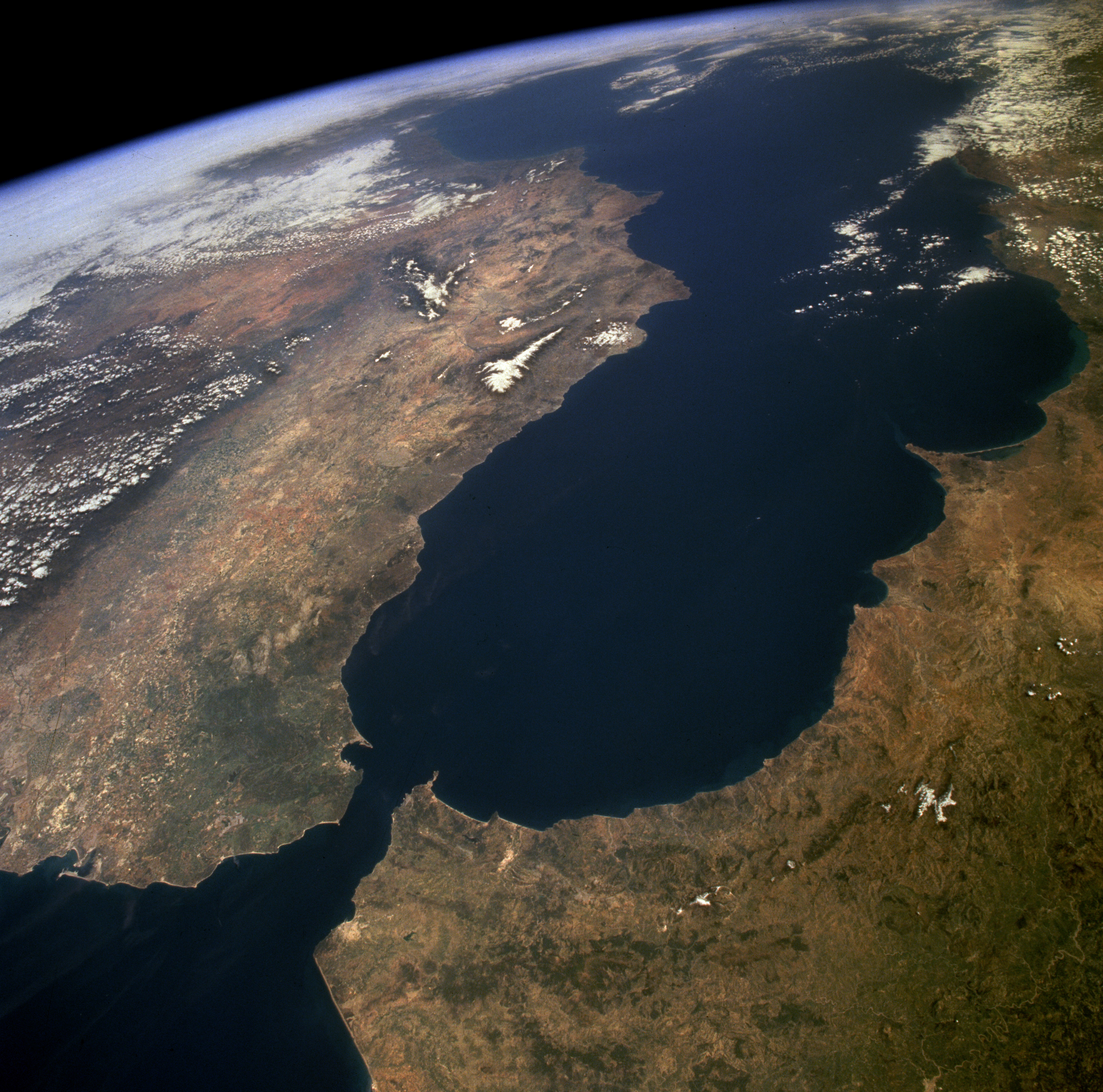
تنگه جبل‌طارق که دریای مدیترانه را به اقیانوس اطلس متصل نموده‌است.

تنگه جَبَل‌طارق تنگه‌ای باریک است که دریای مدیترانه را به اقیانوس اطلس متصل نموده و اسپانیا و مراکش را در دو قاره اروپا و آفریقا از هم جدا می‌کند. نام این تنگه از سردار اموی طارق بن زیاد گرفته شده و به معنی کوه طارق است. عرض این تنگه در باریک‌ترین قسمت، بین نقطه ماروکی اسپانیا و پوینت سیرس در مراکش ۷/۷ مایل دریایی (۱۴/۳) کیلومتر است و عمق آن بین ۳۰۰ تا ۹۰۰ متر متغیر است. کشتی‌ها هر روز در کمتر از ۳۵ دقیقه بین دو قاره جابجا می‌شوند. بخشی از ساحل شمالی تنگه در داخل پارک طبیعی ال استرچو اسپانیا قرار دارد. جبل‌طارق از سال ۱۷۱۳ میلادی در مالکیت بریتانیا بوده و یکی از سرزمین‌های فرادریایی بریتانیا است. پس از جدایی بریتانیا از اتحادیه اروپا بر سر مالکیت جبل‌الطارق بحث و جدال به وجود آمده‌است. این تنگه در حال حاضر در آب‌های سرزمینی کشورهای اسپانیا، مراکش و جبل‌الطارق است اما بر اساس کنوانسیون ملل متحد در مورد حقوق دریاها، کشتی‌ها و هواپیماهای خارجی می‌توانند از این تنگه به‌صورت ترانزیت عبور کنند.

## وجه تسمیه
این نام از صخره جبل‌الطارق گرفته شده‌است که به نوبه خود از عربی «جبل طارق» (به معنی "کوه طارق")، از نام طارق بن زیاد گرفته شده‌است.

## تنوع زیستی
تنگهٔ جبل‌الطارق هر ساله محل تجمع صدها هزار پرنده دریایی مهاجر از جمله کبوتر دریایی مدیترانه، کبوتر دریایی بالئاری، کاکایی اودوین، کاکایی پشت‌سیاه کوچک، تیغ‌منقار و طوطی دریایی اطلس است.حدود ۳۶ نهنگ قاتل نیز در این آب‌ها زندگی می‌کنند.